# Østerskov Efterskole
Østerskov Efterskole er en efterskole i Hobro, med rollespil i centrum. Skolen åbnede i august 2006 med 53 elever, og i 2009 havde skolen 96 elever plus en venteliste. 
Skolen blev stiftet af Mads Lunau og Malik Hyltoft, der begge har en lang fortid i det danske rollespilsmiljø. Lunau blev fritstillet i 2018. Malik var viceforstander i perioden 2006-2009. 
Skolens motto er Scientia per ludum (viden gennem leg).

## Undervisning
Skolens undervisningsform er tværfaglig og indeholder elementer af workshops, storyline, rollespil, projektorienteret undervisning og klasseundervisning.
Skolens undervisning er bygget op i ugeforløb. I disse uger er forskellige fag indarbejdet gennem rollespil og workshops. Alt undervisning er eget materiale, og er i konstant udarbejdelse af lærerstaben.
Skolen tilbyder undervisning på 9. og 10. klassetrin og alle tilhørende prøver.
Skolen tilbyder desuden støtte til elever med særlige pædagogiske behov samt mulighed for særlig støtte gennem et støttecenter til de der har brug for ekstra faglig støtte.

## Rollespil, Fladlandssagaen og Østerskov Akademiet
Skolen tilbyder masser af forskellige former for rollespil i fritiden. Både elever og lærere er aktive rollespillere i fritiden og på skolen. Alle former for rollespil, bordrollespil, liverollespil, semi-live og brætspil spilles på skolen.
På skolen afvikles en månedlig rollespilskampagne kaldet Fladlandssagaen. Fladlandssagaen har været tilkoblet skolen siden 2009, og arrangørholdet består både af ansatte og tidligere elever, samt udefrakommende.
Skolen holder to gange årligt Østerskov Akademiet, der tiltrækker nye elever og understøtter det fællesskab som er skabt omkring skolen. Det køres af en stor gruppe frivillige, hvoraf mange også er tilknyttet Fladlandssagaen.

## Eksterne links
- Østerskov Efterskole.
- Artikel om efterskolen hos Undervisningsministeriet Arkiveret 11. marts 2007 hos  Wayback Machine

|  | Denne artikel om en bygning eller et bygningsværk kan blive bedre, hvis der indsættes et (bedre) billede. Du kan hjælpe ved at afsøge Wikimedia Commons for et passende billede eller lægge et op på Wikimedia Commons med en af de tilladte licenser og indsætte det i artiklen. |